# ليتل آيلاند أت بير 55
ليتل آيلاند أت بير 55 هي حديقة وجزيرة اصطناعية في نهر هدسون غرب مانهاتن، نيويورك. بدأ بناء الحديقة والجزيرة في أبريل 2018 وأفتتحت في 21 مايو 2021.